# Tristaniopsis macphersonii
Tristaniopsis macphersonii är en myrtenväxtart som beskrevs av J.W.Dawson. Tristaniopsis macphersonii ingår i släktet Tristaniopsis och familjen myrtenväxter. IUCN kategoriserar arten globalt som sårbar. Inga underarter finns listade i Catalogue of Life.